# Lomatia sinuosa
Lomatia sinuosa är en tvåvingeart som beskrevs av Hesse 1956. Lomatia sinuosa ingår i släktet Lomatia och familjen svävflugor. Inga underarter finns listade i Catalogue of Life.